# Калиник (Комагена)
Вижте пояснителната страница за други личности с името Калиник.
Калиник (на старогръцки: ο Кαλλίνικος, Kallinicus, Callinicus) е гръцки принц през 1 век от царство Комагена.

## Биография
Той е от арменско-гръцки-мидийски произход и вторият син на Антиох IV (17 – 72), последният цар на Комагена, и съпругата му и сестра царица Йотапа. Калиник е брат на Гай Юний Антиох Епифан и Юлия Йотапа, царица на Кетис, съпруга на Гай Юлий Александър, праправнукът на Ирод Велики.
Баща му през 72 г. е обвинен в конспирация с партите против Римската империя и е свален от римския управител на провинция Сирия Луций Юний Цезений Пет. Комагена след това е присъединена към провинция Сирия. Калиник и Епифан бягат в Партия и след това отиват в Рим, където са посрещнати с голяма чест от Веспасиан.